# Composé d'inclusion

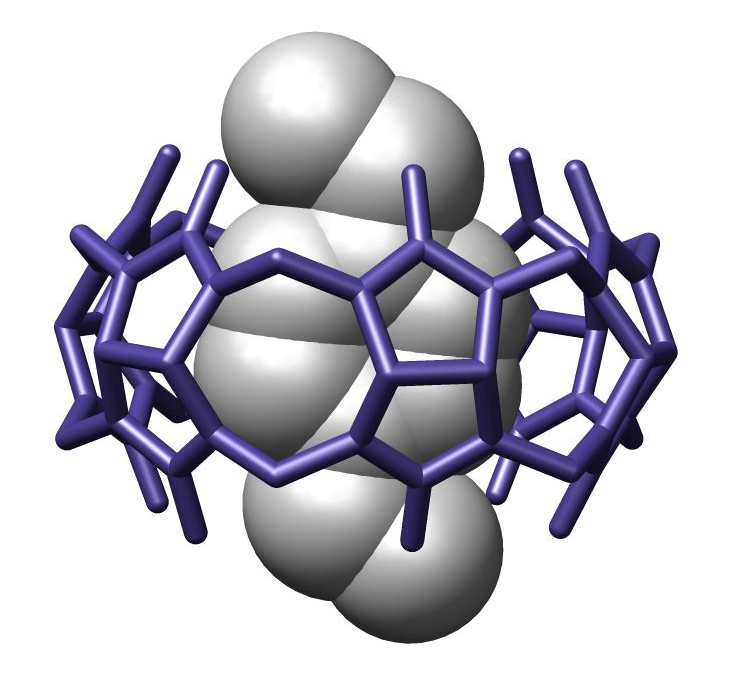
Exemple de complexe d'inclusion : pseudorotaxane constitué d'un cucurbiturile renfermant un axe p-xylylènediammonium.

En chimie supramoléculaire, un composé d'inclusion, aussi appelé complexe d'inclusion, est un complexe dont l'un des composants (molécule hôte, host molecule en anglais) forme une cavité dans laquelle sont logées la ou les entités moléculaires d'une seconde espèce chimique (molécule incluse, guest molecule en anglais). Le concept s'étend aux cristaux dont le réseau cristallin présente des interstices (en forme de tunnels de grande longueur ou de canaux) pouvant renfermer une espèce incluse. L'attraction molécule hôte-molécule incluse, de nature non covalente, est en général assurée par les forces de van der Waals.
Si les espaces dans le réseau hôte sont entourés de tous les côtés pour que l'espèce incluse soit « piégée » comme dans une cage, le composé est appelé un clathrate ou « composé en cage ».

## Composés d'inclusion de cyclodextrines
Des complexes d'inclusion sont formés entre des cyclodextrines et un ferrocène. Lorsqu'une solution des deux composés, dans un rapport de 2:1 dans l'eau, est portée à ébullition pendant deux jours, puis laissée reposer pendant dix heures à température ambiante, des cristaux jaune-orangé se forment. L'analyse par diffractométrie de rayons X de ces cristaux révèle un complexe d'inclusion 4:5 avec 4 molécules de ferrocène incluses dans la cavité de 4 molécules de cyclodextrine et avec la cinquième molécule de ferrocène prise en sandwich entre deux empilements de dimères ferrocène-cyclodextrine.
La cyclodextrine forme aussi des composés d'inclusion avec des molécules de parfum. En conséquence, ces dernières ont une pression de vapeur réduite et sont plus stables à la lumière et à l'air. Lorsqu'il est incorporé aux textiles, le parfum dure beaucoup plus longtemps en raison de sa libération lente.